# Agalmopolynema caudatum
Agalmopolynema caudatum är en stekelart som beskrevs av Fidalgo 1988. Agalmopolynema caudatum ingår i släktet Agalmopolynema och familjen dvärgsteklar. Inga underarter finns listade i Catalogue of Life.